# フォレスト・モールトン
フォレスト・レイ・モールトン（英語: Forest Ray Moulton, 1872年4月29日 - 1952年12月7日）は、アメリカ合衆国の天文学者である。
ミシガン州リロイに生まれた。アルビオン・カレッジを卒業した後、1899年にシカゴ大学で博士号をえた。シカゴ大学で働き、1903年に助教授、1909年に準教授、1912年に教授になった。アメリカ科学振興協会 (AAAS:American Association for the Advancement of Science)の事務長を務めた。
トーマス・チェンバレンと、太陽の近くを別の天体が通過し、その潮汐力で太陽から噴出した物質が冷却されて惑星群を形成したというモールトン・チェンバレン説の提案者であるが、現在この説は信じられていない。20世紀の始め、木星の新しい衛星が発見されると、これらの衛星が木星の重力にとらえられた小惑星であるという理論を示した。
小惑星(993) モールトナはモールトンに因んで命名された。また、月のクレータにもモールトナの名を冠したものがある。